# 대한민국 형사소송법 제251조
대한민국 형사소송법 제251조는 형의 가중, 감경과 공소시효기간에 대한 형사소송법의 조문이다.

## 조문
제251조(형의 가중, 감경과 시효기간) 「형법」에 의하여 형을 가중 또는 감경한 경우에는 가중 또는 감경하지 아니한 형에 의하여 제249조의 규정을 적용한다. <개정 2007.6.1>

第251條(刑의 加重, 減輕과 時效期間)「형법」에 依하여 刑을 加重 또는 減輕한 境遇에는 加重 또는 減輕하지 아니한 刑에 依하여 第249條의 規定을 適用한다.  <개정 2007.6.1.>

## 참조 조문
제249조(공소시효의 기간) ① 공소시효는 다음 기간의 경과로 완성한다. <개정 1973.1.25, 2007.12.21>
1. 사형에 해당하는 범죄에는 25년
2. 무기징역 또는 무기금고에 해당하는 범죄에는 15년
3. 장기 10년 이상의 징역 또는 금고에 해당하는 범죄에는 10년
4. 장기 10년 미만의 징역 또는 금고에 해당하는 범죄에는 7년
5. 장기 5년 미만의 징역 또는 금고, 장기10년 이상의 자격정지 또는 벌금에 해당하는 범죄에는 5년
6. 장기 5년 이상의 자격정지에 해당하는 범죄에는 3년
7. 장기 5년 미만의 자격정지, 구류, 과료 또는 몰수에 해당하는 범죄에는 1년
②공소가 제기된 범죄는 판결의 확정이 없이 공소를 제기한 때로부터 25년을 경과하면 공소시효가 완성한 것으로 간주한다.  <신설 1961.9.1., 2007.12.21.>

## 참고 문헌
- 손동권 신이철, 새로운 형사소송법(초판, 2013), 세창, 2013. ISBN 9788984114081

## 같이 보기
- 대한민국 형사소송법 제249조 공소시효의 기간
- 형의 감경
- 형의 가중